# Glewia

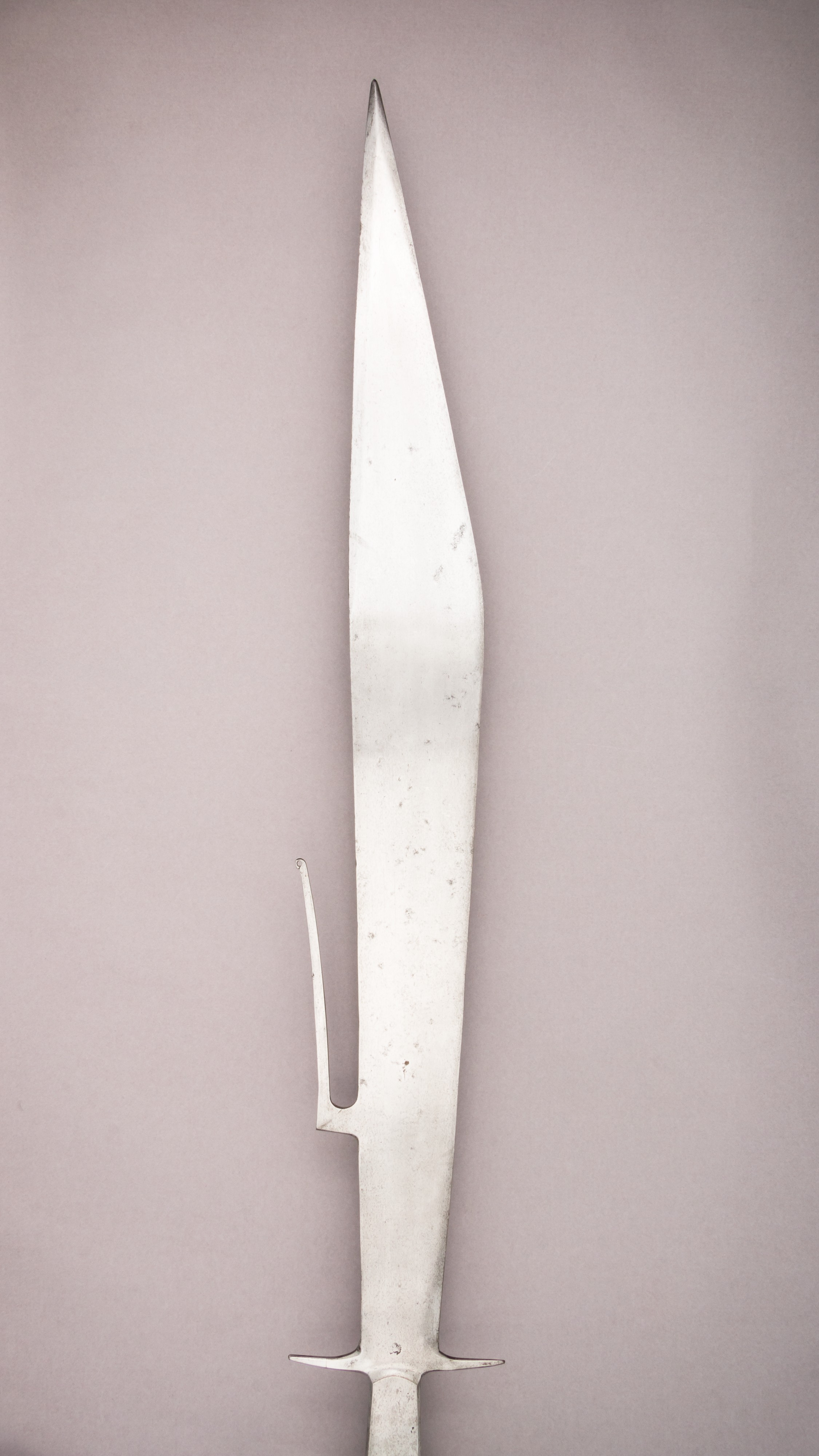
Żeleźce glewii

Glewia (łac. glavea, glavia) – broń drzewcowa, zaopatrzona w żeleźce w postaci grotu o kształcie szerokiego, jednosiecznego noża, niekiedy odgiętego lekko do tyłu, osadzonego na drzewcu o długości 2–2,5 m. Późniejsze glewie miały jeden lub dwa kolce na grzbiecie noża, czasem wygięte lekko ku dołowi, co upodabniało je do gizarmy. Glewia pojawiła się w XII wieku, powszechnie używana była w XIV–XVI wieku (głównie w zachodniej Europie) jako broń piechoty. Od XVI wieku służyła jako broń paradna, podobnie jak halabarda, na wyposażeniu straży pałacowych.
Pod względem budowy bardzo zbliżoną do glewi bronią azjatycką była japońska naginata.